# Platja del Bot
La Platja del Bot està situada a l'illa de Menorca i es troba concretament al Nord del municipi de Ciutadella de Menorca.
Es caracteritza per tenir forma rectangular ubicada dins de la reserva marina. És una platja ubicada al nord-est de Cala Morell. La platja és d'arena blanca i fina. És gran i amb aigües cristal·lines Està situada vora la desembocadura d'un rierol. Es pot arribar caminant des de Cala Algaiarens.
La Platja des Bot es troba a 12 km de Ciutadella, situada entre Punta Roja i Algaiarens.
Aquesta franja de la costa i l'interior de la Serra de Tramuntana de Menorca és qualificat Zona d'Especial Protecció d'Aus de la Unió Europea i Àrea Natural d'Especial Interès de Parlament de les Illes Balears.